# Grand Prix Marsylii
Grand Prix Marsylii, oficj. Grand Prix automobile de Marseille – wyścig samochodowy, odbywający się w latach 1932-1933, 1946-1947, 1949, 1952 w Marsylii. Zawody odbywały się na trzech różnych torach: Miramas, na ulicy Avenue du Prado oraz w parku miejskim Parc Borély.

## Zwycięzcy
| Rok       | Zwycięzca          | Samochód       | Tor             | Wyniki         |
| --------- | ------------------ | -------------- | --------------- | -------------- |
| 1932      | Raymond Sommer     | Alfa Romeo     | Miramas         | Wyniki         |
| 1933      | Louis Chiron       | Alfa Romeo     | Miramas         | Wyniki         |
| 1934-1946 | Nie rozgrywano     | Nie rozgrywano | Nie rozgrywano  | Nie rozgrywano |
| 1946      | Raymond Sommer     | Maserati       | Parc Borély     | Wyniki         |
| 1947      | Luigi Villoresi    | Talbot         | Avenue du Prado | Wyniki         |
| 1948      | Nie rozgrywano     | Nie rozgrywano | Nie rozgrywano  | Nie rozgrywano |
| 1949      | Juan Manuel Fangio | Maserati       | Avenue du Prado | Wyniki         |
| 1950-1951 | Nie rozgrywano     | Nie rozgrywano | Nie rozgrywano  | Nie rozgrywano |
| 1952      | Alberto Ascari     | Ferrari        | Parc Borély     | Wyniki         |